# Calle del Puerto (San Sebastián)
La calle del Puerto es una vía pública de la ciudad española de San Sebastián.

## Descripción
La vía, que ostenta el título actual desde el siglo XIX, nace de la plaza de la Constitución y discurre hasta llegar a la de Kaimingaintxo. Tiene cruces con las calles de San Jerónimo, Mayor, de Kanpandegi, del Ángel y de Mari. Aparece descrita en Las calles de San Sebastián (1916) de Serapio Múgica Zufiria con las siguientes palabras:

Calle del Puerto.—Se llama así la calle comprendida entre la Plaza de la Constitución y la puerta del Muelle, la cual vía se abrió al reedificar la ciudad después del incendio de 1813, como se ha dicho al hablar de la calle de Iñigo, comprando terrenos al Conde de Salvatierra, para dar por este lado comunicación, que antes no tenía, a la ciudad con el puerto. Por acuerdo de 13 de Abril de 1897, se la rotuló también Portu-Kalea, que es igual a «Calle del Puerto».
(Múgica Zufiria, 1916, p. 105)